# Blumenegg
Die Landschaft Blumenegg liegt im Walgau in Vorarlberg in Österreich.
Sie umfasst die Gemeinden Thüringen, Bludesch, Ludesch und Thüringerberg. Sie ist nicht zu verwechseln mit dem Ort und der Burg Blumegg bei Stühlingen. Es besteht aber durch das offenbar gleiche Wappen eine Beziehung zu dem Adelsgeschlecht der Blumegger.

## Herrschaft Blumenegg

Wappen Blumenegg: fünfmal geteilt von Rot und Feh

Sie war als Herrschaft Blumenegg, mit Ansitz Burg Blumenegg, ein Territorium der Grafen von Werdenberg, ab 1391 unter den Freiherren von Brandis, ab 1510 unter den Grafen von Sulz, und ab 1613 im Besitz der oberschwäbischen Abtei Weingarten (die Burg verfiel ab 1774). Sie kam 1802/03, im Zuge der Säkularisation des Klosters, an Nassau-Oranien und 1804 an Habsburg.
Sie gehörte zum Gebiet der Grafschaft Sonnenberg, später war sie ein Landgericht des Oberamt Bregenz.
Um 1783 umfasste die Herrschaft neben Ludesch auch die Südhälfte des Großwalsertals mit Raggal und Sonntag, und der Thüringerberg – seinerzeit noch keine Gemeinde – gehörte teilweise auch zur Herrschaft Sankt Gerold (St. Gerold, Blons), das zum Kloster Einsiedeln gehörte.
|  |  |